# محمود آیرم
محمود آیرم (۱۲۵۵-۱۳۱۲ تهران) از افسران ارشد بریگاد قزاق در ایران بود.
او مدارس نظامی ایران و روسیه را طی کرد و اولین افسر ایرانی است که با درجۀ سرتیپی به ریاست ستاد قزاقخانه رسید. محمود آیرم قبل از کودتای رضا خان دارای درجۀ میرپنجی (معادل سرتیپ اولی) و چندی رئیس آتریاد همدان و مدتی فرمانده قشون مازندران بود. در ۱۳۰۱ به دنبال تشکیل ارتش نوین و تأسیس پنج لشکر مستقل، آیرم با ارتقاء به درجۀ امیرلشکری (معادل سرلشکر)، به فرماندهی لشکر جنوب که مرکز آن اصفهان بود منصوب شد.
حدود عملیات لشکر جنوب عبارات بود از فارس، بنادر جنوب، کرمان، یزد، سیستان، بلوچستان و اصفهان. ابوابجمعی لشکر حدود دویست و پنجاه افسر، هزار و پانصد سرباز و ششصد رأس اسب و قاطر بود. مرکز این لشکر قریب یکسال در اصفهان بود و بعد به شیراز منتقل گردید و در ۱۳۰۳ که سردار سپه به سفر جنگی خوزستان رفت، آیرم با دو تیپ همراه او بود. در ۱۳۰۵ لشکر جنوب فشار خود را برای خلع سلاح عشایر افزایش داد و عشایر نیز که از نظام اجباری و پرداخت مالیات و خلع سلاح ناراضی بودند، تدریجاً علیه دولت دست به شورش زدند و سرتاسر منطقۀ فارس دستخوش ناامنی و آشوب گردید. سختگیریهای امیرلشکر آیرم و پول‌هائی که او و افسرانش از عشایر می‌گرفتند به شورش شتاب بیشتری داد و هر روز دامنۀ آن وسیع‌تر می‌شد. رضاشاه، طغیان عشایر را نتیجۀ بی‌ترتیبی و سختگیری و اخاذی افسران دانست و لذا امیرلشکر آیرم را از فرماندهی لشکر جنوب برکنار و به تهران احضار کرد و او را به زندان انداخت. عاقبت از زندان آزاد شد و حدود ۱۳۱۲ در تهران درگذشت.